# Nicholas Hlobo
Nicholas Hlobo (Città del Capo, 1975) è un artista sudafricano che vive a Johannesburg.

## Biografia
Ha conseguito il Bachelor of Technology al Technikon Witwatersrand nel 2002. Il suo lavoro consiste principalmente in sculture caratterizzate dalla loro grande scala.

## Opere
Nicholas Hlobo ha sviluppato un lavoro distintivo che comprende materiali inusuali come il nastro, gomma e pelle per creare disegni e sculture tattili. Il suo lavoro è fortemente radicato nella cultura xhosa e la vita post-apartheid in Sud Africa.
I temi utilizzati dall'artista riflette sul linguaggio, la comunicazione e la gentrificazione. Il processo produttivo è estremamente importante perché le tecniche di sviluppo sono piene di significato metaforico.
Per Hoblo, i materiali hanno motivazioni particolari, per esempio come emblema della mascolinità l'uso della gomma, o nel caso della femminilità l'uso di nastro di raso.

## Premi
Hlobo è stato il vincitore dei seguenti premi:
- 2006 Tollman Award for Visual Art
- 2009 Standard Bank Young Artist Award
- 2010 Future Generation Art Prize
- 2010-2011 Rolex Visual Arts Protégé.

## Mostre
Le sue opere sono state esposte alla Tate Modern di Londra, al South African National Gallery e all'Institute of Contemporary Art di Boston. Ha partecipato alla Biennale dell'Avana, 2009 e 2008 alla Triennale di Guangzhou.
All'inizio del 2011 tiene la sua prima mostra personale al Museo Nazionale di Arte, Architettura e Design a Oslo, Norvegia.
Hlobo e David Goldblatt sono stati gli unici due artisti sudafricani invitato dalla curatrice Bice Curig ad esporre il loro lavoro presso il padiglione internazionale della Biennale di Venezia 2011.